# 將軍的女兒
《將軍的女兒》（英語：The General's Daughter）是一部1999年上映的電影，由約翰·屈伏塔主演、西蒙·韦斯特執導，劇情根據尼爾森·迪麥爾在1992年著作的同名小說改編。
劇情圍繞在一樁神秘的兇殺案上，死者是高階將官的女兒，主角為了查出事件的真相，必須以低階軍官的身分對抗高階軍官；最後結局雖然和小說一樣，但過程和小說略有不同，譬如在小說中布倫納從未遇見伊麗莎白·坎貝爾，第一次看到她就是在兇案現場。

## 劇情概要
某軍事基地中發生一起謀殺案，死者伊麗莎白·坎貝爾上尉是戰功彪炳的約瑟夫·坎貝爾中將的女兒，陸軍刑事調查員布倫納准尉奉命調查，但調查過程不斷受到阻撓。坎貝爾將軍的屬下屢次對布倫納施壓，暗示他為了軍中的榮譽，即使隱藏真相也不足惜，至此布倫納開始意識到謀殺案的錯綜複雜。布倫納與另一調查員桑希爾鍥而不捨的追查，發現七年前伊麗莎白在軍校時被強暴，但她父親聽從上級命令湮滅證據，並說服女兒保守秘密，以免傷害學校及部隊的聲譽。伊麗莎白的身心都遭受嚴重創傷，對父親的信任蕩然無存，此後她以不斷與軍中同袍濫交的方式企圖羞辱坎貝爾將軍。
當時坎貝爾將軍即將退休，並極可能是副總統候選人，在伊麗莎白持續不斷的瘋狂舉動下，他威脅要將伊麗莎白移送軍法偵辦。調查至此，各項證據皆指向坎貝爾將軍本人，以及其身邊的多位高級軍官。然而經過抽絲剝繭，布倫納等人發現真正的兇手竟是基地的陸軍憲兵上校肯特，原來肯特向伊麗莎白求愛遭到拒絕而由愛生恨，失手殺了她，最後不願就逮的肯特引爆地雷自殺身亡，而為求仕途不惜犧牲女兒的坎貝爾將軍也因此案而黯然淡出政界。

## 主要角色
- 約翰·屈伏塔 - 四級准尉 保羅·布倫納
- 麥德琳·史道威 - 莎拉·桑希爾
- 詹姆斯·克倫威爾 - 中將 約瑟夫·坎貝爾
- 提摩西·荷頓 - 憲兵上校 比爾·肯特
- 莱斯利·史蒂芬森（英语：Leslie Stefanson） - 上尉 伊麗莎白·坎貝爾
- 丹尼尔·冯·巴根（英语：Daniel von Bargen） - 亞德列警長
- 克萊倫斯·威廉斯三世（英语：Clarence Williams III） - 上校 喬治·佛勒
- 詹姆斯·伍茲 - 上校 羅伯特·莫爾
- 小马克·布恩（英语：Mark Boone Junior） - 上士 戴伯特·艾金斯
- 約翰·畢斯里（英语：John Beasley (actor)） - 軍醫上校 唐納德·史列辛格

## 製作
本片的主體拍攝於1998年7月15日開始，拍攝地包含薩凡納和洛杉矶。

## 外部連結
- 互联网电影数据库（IMDb）上《將軍的女兒》的资料（英文）
- 爛番茄上《將軍的女兒》的資料（英文）
- Box Office Mojo上《將軍的女兒》的資料（英文）